# Агнешка Холанд
Агнѐшка Хо̀ланд (на полски: Agnieszka Holland) е полска филмова и театрална режисьорка, сценаристка и актриса, от 1981 г. живее в чужбина, от 2008 г. – във Франция.

## Биография
Родена е на 28 ноември 1948 г. във Варшава. Дъщеря на Хенрик Холанд, журналист и социолог, с еврейско потекло, и Ирена Рубчинска, полска публицистка. По-малката сестра на Агнешка – Магдалена Лазаркевич, е режисьор и сценарист.
Холанд завършва гимназията „Стефан Батори“ във Варшава, а през 1971 г. завършва Академията за сценични изкуства в Прага.
След завръщането си в Полша си сътрудничи с Кшищоф Зануси и Анджей Вайда. През 70 и 80-те години се появява на екрана в няколко второстепенни роли. В средата на 70-те години започва да създава собствени филми. За дебюта си „Провинциални актьори“ получава наградата на ФИПРЕСИ на Фестивала в Кан. В Полша заснема също така „Треска“ и „Самотна жена“, след което заминава за чужбина. От 1981 г. работи на Запад, първоначално в Германия и Франция, а от 90-те години в САЩ.
Нейните филми са награждавани многократно на различни международни фестивали. Трикратно е номинирана за Оскар. През 1985 г. е номинирана в категорията за най-добър неанглоезичен филм за „Горчивата реколта“. Следващата номинация за Оскар Холанд получава през 1992 г. за най-добре адаптиран сценарий за филма „Европа, Европа“ (за този филм получава също така награда „Златен глобус“ за неанглоезичен филм). През 2011 г. отново е номинирана в категорията за най-добър неанглоезичен филм за „В мрака“. В нейните филми участват най-добрите полски и световноизвестни актьори. Работи с известните полски композитори: Томаш Станко, Ян Канти Павлюшкевич и др. Заснема също така няколко документални филми и реклами. През 2009 г. заедно с младата режисьорка Анна Смолар режисират спектакъла „Провинциални актьори“ в Театър „Кохановски“ в Ополе.
Агнешка Холанд пише също така сценарии за свои филми и филми на други режисьори. Автор е на сценарии на няколко филма на Анджей Вайда (сред които са „Без упойка“ 1978, „Дантон“ 1982, „Любов в Германия“ 1983 г. и „Корчак“ 1990). Също така съдейства като консултант за сценария на трилогията на Кшищоф Кешловски „Три цвята“.
Превежда от чешки език „Непосилната лекота на битието“ на Милан Кундера (1984).
С решение на президента на Република Полша, на 7 ноември 2001 за особени заслуги за полската култура и за постижения в творчеството си, е удостоена с Офицерски кръст на Ордена на Възродена Полша.
През 2008 г. е европейски посланик в Европейската година на международния диалог. На 31 май 2008 г. получава наградата Супервиктор. На 19 декември 2008 г. получава златен медал „За заслуги в културата Gloria artis“ от ръцете на министъра на културата и националното наследство Богдан Здройевски. През 2011 г. е отличена с Командорски кръст със звезда на Ордена на Възродена Полша. От януари 2014 г. е председател на борда на Европейската филмова академия в Берлин.
Агнешка Холанд е жена на режисьора Лако Адамик, с когото имат дъщеря Катажина.

## Филмография
- 1970: Божи грях (Grzech Boga) – късометражен филм, заснет по време на следването ѝ
- 1972: Илюминация (Iluminacja) – съвместно с други режисьори
- 1973: Писмата на нашите читатели (Listy naszych czytelników) – II режисьор
- 1975: Obrazki z życia nowela 3. Dziewczyna i „Akwarius“ – режисьор
- 1975: Вечер при Абдан (Wieczór u Abdona) – тв филм въз основа на разказа на Я. Ивашкевич
- 1976: Пробни снимки (Zdjęcia próbne) – режисьор и сценарист
- 1977: Неделни деца (Niedzielne dzieci) – режисьор и сценарист
- 1977: Coś za coś – режисьор и сценарист
- 1978: Провинциални актьори (Aktorzy prowincjonalni) – режисьор и сценарист
- 1980: Треска (Gorączka) – по романа на Анджей Струг
- 1981: Kobieta samotna – powieści
- 1981: Mężczyzna niepotrzebny! – сценарист
- 1982: Дантон (Danton) – съвместно с други сценаристи
- 1982: Pocztówki z Paryża – френски тв филм
- 1983: Любов в Германия (Miłość w Niemczech) – сценарий
- 1985: Култура (Kultura) – документален филм за парижката „Култура“
- 1985: Горчивата реколта (Gorzkie żniwa) - режисьор и сценарист, номинация за Оскар
- 1987: Анна (Anna) – сценарий
- 1988: Приятелки (Przyjaciółka) – съвместно с други сценаристи
- 1988: Biesy (Les Possédés) – сценарий
- 1988: Zabić księdza (To Kill a Priest) – режисьор и сценарист, за смъртта на Йежи Попелушко
- 1990: Европа, Европа (Europa, Europa) – режисьор и сценарист, номинация за Оскар
- 1990: Корчак (Korczak) – сценарий
- 1991: Largo desolato – режисьор и сценарист
- 1991: Olivier, Olivier – режисьор и сценарист, по Вацлав Хавел
- 1993: Tajemniczy ogród (The Secret Garden) – режисьор
- 1993: Три цвята. Син. (Trzy kolory. Niebieski) – съвместно с други сценаристи
- 1994: Три цвята. Бял
- 1994: Три цвята. Червен
- 1994: Red Wind – американски тв филм въз основа на прозата на Реймънд Чандлър
- 1995: Całkowite zaćmienie (Total Eclipse) – режисьор
- 1997: Plac Waszyngtona (Washington Square) – режисьор
- 1999: Trzeci cud (The third miracle) – режисьор
- 2001: Golden Dreams – режисьор, документален филм за Калифорния по поръчка на Дисниленд
- 2001: Strzał w serce (Shot in the heart) – режисьор
- 2001: Julia wraca do domu (Julia walking home) – режисьор и сценарист
- 2004 – 2009: Dowody zbrodni (Cold Case) – режисьор на 4 епизода
- 2004 – 2008: Prawo ulicy – режисьор на 3 епизода
- 2006: Kopia mistrza (Copying Beethoven) – режисьор
- 2006: Historia Gwen Araujo (A Girl Like Me: The Gwen Araujo Story) – режисьор
- 2007: Ekipa – режисьор еп. 1 – 3, 9, 13 – 14 и съвместно с други режисьори еп. 4 – 8, 10 – 12
- 2008: Boisko bezdomnych – сценарист и продуцент
- 2009: Enen – съвместно с други сценаристи
- 2009: Janosik. Prawdziwa historia – режисьор
- 2009: Nie opuszczaj mnie
- 2010: Lęk wysokości
- 2010: Treme – режисьор
- 2011: В мрака (W ciemności) – режисьор, номинация за Оскар
- 2013: Gorejący krzew (Hořící Keř) − режисьор
- 2014: Dziecko Rosemary (Rosemary's Baby) − режисьор
- 2015: House of Cards − режисьор (еп. 36 – 37)
- 2016: Pokot – режисьор

|  | Тази страница частично или изцяло представлява превод на страницата Agnieszka Holland в Уикипедия на полски. Оригиналният текст, както и този превод, са защитени от Лиценза „Криейтив Комънс – Признание – Споделяне на споделеното“, а за съдържание, създадено преди юни 2009 година – от Лиценза за свободна документация на ГНУ. Прегледайте историята на редакциите на оригиналната страница, както и на преводната страница, за да видите списъка на съавторите. ВАЖНО: Този шаблон се отнася единствено до авторските права върху съдържанието на статията. Добавянето му не отменя изискването да се посочват конкретни източници на твърденията, които да бъдат благонадеждни. |